# Czechosłowacka Eskadra Rozpoznawcza
Czechosłowacka Eskadra Rozpoznawcza – czeska ochotnicza jednostka lotnicza walcząca po polskiej stronie podczas wojny obronnej 1939 r.

## Geneza
Po zajęciu Czechosłowacji przez wojska niemieckie i utworzeniu Protektoratu Czech i Moraw w marcu 1939 r., w dużej ilości przedostawali się do Polski czescy żołnierze, w tym też piloci. Niektórzy przylatywali na pokładzie swoich samolotów, jak np. 7 czerwca 8 lotników służących w 64 Eskadrze 3 Pułku Lotniczego w 4 samolotach. Większość czeskich pilotów i mechaników udała się do Francji, aby tam walczyć z Niemcami. Natomiast ok. 190 pozostało w Polsce. 1 sierpnia wcielono ich do polskich oddziałów i skierowano na przeszkolenie w Centrum Wyszkolenia Lotniczego Nr 1 w Dęblinie. Kilku Czechów przydzielono do Eskadry Ćwiczebnej Obserwatorów Szkoły Podchorążych Lotnictwa pod dowództwem kpt. pil. Jana Hryniewicza, w której zapoznawali się z typami samolotów używanymi w polskim lotnictwie. Po ogłoszeniu mobilizacji przez polski rząd w szeregi lotnictwa wcielono 93 lotników czechosłowackich, a dalszych 97 oczekiwało na przydział w ośrodkach w Bronowicach Małych koło Krakowa i Leśnej. 

## Dzieje Eskadry
4 września rozpoczęto na lotnisku Góra Puławska pod Puławami formowanie Czechosłowackiej Eskadry Rozpoznawczej. Po skompletowaniu liczyła ona ok. 60 członków personelu i dysponowała liczbą 11 lub 15 nieuzbrojonych samolotów typu Potez XXV i RWD-8. Być może w jej skład wchodziły także 4 samoloty czeskiej produkcji, w tym 3 Letov S.328 i 1 Aero A.100, na których Czesi uciekli do Polski. Nie jest jednak pewne, czy te samoloty rzeczywiście pozostały w Polsce, czy też zostały odesłane z powrotem do sprzymierzonej z Niemcami Słowacji lub na terytorium Protektoratu Czech i Moraw. Po wykonaniu kilku lotów zapoznawczych Eskadra przeniosła się na lądowisko Krzywda koło Radzynia Podlaskiego, a od 7 do 9 września stacjonowała w Bełżycach pod Lublinem. W kolejnych dniach jej szlak bojowy obejmował lądowiska w Piaskach Luterskich, Radziechowie i Lubomli. 15 września eskadrę przerzucono na lotnisko Kiwierce koło Kowla, gdzie z powodu mgły podczas lądowania uszkodzono 3 samoloty. Następnego dnia pozostałe maszyny odleciały do Łucka. Tam polska obrona przeciwlotnicza zestrzeliła samolot pilotowany przez sierżanta Vilema Murcka, ale odniósł on tylko lekkie obrażenia. Eskadra wykonała wówczas kilka lotów rozpoznawczych na rzecz zgrupowania wojsk broniącego Łucka pod dowództwem gen. bryg. Piotra Skuratowicza. Ostatnim jej miejscem postoju był Tarnopol, gdzie czechosłowaccy lotnicy zostali internowani przez nadciągające od wschodu oddziały Armii Czerwonej.